# 阿靈頓 (印地安納州拉什縣)
阿靈頓（英語：Arlington）是位於美國印地安納州拉什縣的一個人口普查指定地區。該地的面積和人口皆未知。

## 地理
阿靈頓所處的海拔為高於海平面281米（即922英呎），而該地所採用的時區為UTC-5，即北美東部時區（EST）。同時該地設有夏令時間，為UTC-5調快一小時，即UTC-4（EDT）。